# Symphonie eines Lebens
Symphonie eines Lebens ist ein deutscher Spielfilm aus dem Jahre 1943 von Hans Bertram. In den Hauptrollen spielen Harry Baur und Henny Porten.

## Handlung
Der Film ist, gleich einem Musikstück, in vier Sätze gegliedert:
Zu Beginn wird der Kantor Stefan Melchior mit seiner Familie vorgestellt. Seine Ehefrau und die beiden Kinder liebt er über alles. Sein Leben aber ist die Musik, die Arbeit mit den Chorkindern. Eines Tages macht die schöne junge Gräfin Ilka in dem kleinen Dorf halt, da ein Rad ihrer Kutsche ausgewechselt werden muss. Als Melchior Ilka sieht, verliebt er sich in sie und folgt ihr in die Fremde. Nach vier Jahren des Werbens willigt die junge Adelige ein, seine Frau zu werden. Stefan, nicht ganz unvermögend, schenkt Ilka zur anstehenden Hochzeit das einst versteigerte Familiengut Ilkas. Bei der Feier lernt Melchior Ilkas Vetter Martin kennen, der schon seit langem ein Auge auf Ilka geworfen hat. Auf Melchiors Wunsch tanzt Martin mit seiner frisch angetrauten Gattin. Doch Melchiors Eifersucht steigt von Tanz zu Tanz, bis er einen Kronleuchter von der Wand reißt und damit seinen Nebenbuhler erschlägt.
Stefan Melchior wird verhaftet und muss für zwölf Jahre ins Gefängnis. Nach seiner Entlassung ist er ein gebrochener Mann. Was für ihn jetzt noch zählt, ist die Musik, und so sucht er das Haus der Musik auf, um jungen Talenten zu lauschen. Schließlich kehrt er in sein Heimatdorf zurück und muss erfahren, dass Maria, seine frühere Gattin, erkrankt ist und mit dem Tode ringt. Ehe sie stirbt, können sich beide miteinander aussprechen. Maria möchte jedoch nicht, dass ihre beiden Kinder ihren Vater wiedersehen. Sie sollen ihn so in Erinnerung behalten, wie er gewesen war, bevor er sie verließ. Nach Marias Tod bleibt Stefan Melchior nur noch die Musik, und er macht sich daran, die „Symphonie seines Lebens“ zu komponieren.

## Musik
Eine tragende Rolle des Films übernimmt die von Norbert Schultze komponierte Filmmusik. Für die künstlerische Ausführung wurde die Dresdner Philharmonie mit ihrem damaligen Chefdirigenten Paul van Kempen gewonnen. Wegen der regelmäßig wiederkehrenden Nahaufnahmen des Dirigenten und seiner Musiker ist dieser Film ein wichtiges Zeitdokument.

## Produktion und politischer Hintergrund
Der Film hatte eine höchst ungewöhnliche, von zahllosen Zwischenfällen begleitete Entstehungsgeschichte:

Die Dreharbeiten begannen am 19. Februar 1942 mit den Außenaufnahmen bei Berlin. Zwischen Mitte März und Anfang April 1942 erfolgten die Atelieraufnahmen, von Mitte April bis Mitte Mai 1942 wurden die Außenaufnahmen in der Wachau (Burgruine Dürnstein und Umgebung) hergestellt. Durch die politischen Irritationen und von rassischen Bedenken getragenen Auseinandersetzungen zwischen Propagandaminister Joseph Goebbels einerseits und eines in Paris stationierten, führenden SS-Offiziers andererseits wurde der Film nach langem Hin und Her am 17. November 1942 von der Zensur freigegeben, konnte jedoch erst am 21. April 1943 im Berliner Marmorhaus uraufgeführt werden. Zu diesem Zeitpunkt war Hauptdarsteller Harry Baur bereits seit dreizehn Tagen tot.
Zum Hintergrund dieser Tragödie heißt es in Ulrich J. Klaus' Deutsche Tonfilme, 12. Jahrgang 1942/43:

„Der Spielleiter Hans Bertram hatte den berühmten französischen Künstler für die Hauptrolle des Films einsetzen können. Goebbels war darüber nicht sonderlich erbaut, denn Baur, der ursprünglich als Jude angesehen wurde, galt zwischenzeitlich als Arier und war dann wieder "anrüchig" geworden. Es gab jedoch beruhigende Auskünfte von der Deutschen Botschaft in Paris und Goebbels war stolz, daß der "französische Jannings" bei der deutschen Tobis arbeitete. Der Film wurde ein großartiger Erfolg. Goebbels lud die Baurs zu Gast nach Berlin ein und hofierte das Ehepaar aufs Beste. Einige Tage später wurde das Ehepaar Baur bei der Rückkehr nach Paris im Auftrag des Höheren SS- und Polizeiführers festgenommen, weil sie doch jüdischer Abstammung waren. Goebbels war empört, weil die Abstammung Baurs von Paris nicht sorgfältiger untersucht worden sei. Er schickte ein Protestschreiben an den SS-Führer. Das Schreiben wurde kühl dahingehend beantwortet, dass inzwischen neue Tatsachen vorliegen. […] Die Untersuchungen gegen das Ehepaar Baur ergaben, daß beide arischer Abstammung waren. Goebbels triumphierte, daß er keinen Juden eingesetzt und der SS-Offizier in Paris Unrecht hatte.“

Für Baur hatte das Gezerre um seine „arische“ oder mutmaßlich jüdische Herkunft dramatische Folgen. Nach seiner Festnahme saß er monatelang in Gestapohaft. Seine dort erlittenen Qualen und Misshandlungen hatten ihn schwer gezeichnet und führten zu seinem frühzeitigen Ableben.
Auch für den bislang als äußerst regimetreu geltenden Regisseur Bertram („Feuertaufe“, „Kampfgeschwader Lützow“) wuchs sich der Film zu einem persönlich schweren Rückschlag aus. Wie in Kay Wenigers Zwischen Bühne und Baracke zu lesen ist, stellte man ihn in der Hoch-Zeit um die Debatte bezüglich Baurs mutmaßlich jüdischer Herkunft kalt: „Am 25. September 1942 wurde der Regisseur aus der Reichskulturkammer wegen angeblich „schwerer Verfehlungen wie der Abgabe falscher ehrenwörtlicher Erklärungen“ ausgeschlossen – faktisch einem Filmverbot gleichkommend.“
Die gesamten, widrigen Umstände der Produktion sowie die Tatsachen, dass Baurs „rassische“ Herkunft lange Zeit als ungeklärt galt, seine Filmpartnerin Henny Porten mit einem Juden (Wilhelm von Kaufmann) verheiratet und Regisseur Bertram mittlerweile geschasst worden waren, führten dazu, dass auf Goebbels' Anweisung hin auf einen Vorspann mit Namensnennung der an dem Film Beteiligten komplett verzichtet wurde. Als Einblendung vor Handlungsbeginn wird lediglich der Filmtitel genannt.
Die Produktionskosten lagen bei etwa 1.784.000 RM.
Robert Wuellner übernahm die Produktionsleitung. Die Filmbauten wurden von Otto Erdmann entworfen und von Franz F. Fürst ausgeführt. Die Liedtexte zu der Musik von Norbert Schultze stammen von Willy Dehmel.
Noch im selben Jahr der deutschen Uraufführung lief Symphonie eines Lebens auch in Schweden und Finnland an. Die deutsche Fernsehpremiere war am 2. Dezember 1955 in der ARD. In der DDR war er insgesamt nur wenigen Spezialisten (wie z. B. dem Chefdramaturgen der Dresdner Philharmonie, Dieter Härtwig) bekannt.

## Kritik
In Das große Personenlexikon des Films hieß es im Eintrag Bertrams: „Mit der ambitionierten, poetischen Künstlerbiographie „Symphonie eines Lebens“ legte Bertram seine interessanteste Arbeit vor. Für dieses Werk, in dem das gesprochene Wort von der Musik in den Hintergrund gedrängt wurde, konnte er eine bemerkenswerte Altstar-Kombination (den Franzosen Harry Baur und Henny Porten) gewinnen.“
Das Lexikon des Internationalen Films schrieb (im falschen Titeleintrag „Symphonie des Lebens“): „Pathetisches Künstlerdrama, das durch die Charakterisierungskunst des Franzosen Harry Baur […] der Peinlichkeit entgeht.“